# 康利诉吉布森案
康利诉吉布森案（Conley v. Gibson ，355 US 41（1957））是美国最高法院判决的一个案件，对《联邦民事诉讼规则》第8条规定的起诉要求：“简短明了的陈述”（ "short plain statement" ）进行了极为宽泛得解读。 之后被其他判例推翻。

## 法院的意见
该案源于一家铁路公司涉嫌错误解雇非裔美国雇员以及工会给予不平等保护的事件。法院裁定，一般性的歧视指控足以满足第8条规则中“简短明了的陈述”的要求，因为可以通过对抗制下自由宽泛的证据搜集阶段弥补起诉状本身信息的不充分。康利案所允许的这种诉状被称为“通知式诉状”（"notice pleading"）。《联邦民事诉讼规则》所要求的只是原告 "简明扼要地陈述诉讼请求"，让被告公平地了解原告的诉讼请求及其依据。这种简明的 "通知式诉状 "可以通过《规则》规定的宽松的陈述要求和其他审前机制来更准确地让各方表达诉讼请求和抗辩的依据，并更严格地界定有争议的事实和问题。《规则》摒弃了那种认为起诉状是一种技巧游戏的令状制度看法，在这种旧思维下，律师的一个失误就可能对结果起决定性作用，《规则》接受的原则是，书状的目的是促进法院就案情实质作出适当的裁决。 
案件推定原告的起诉状中事实性指控属实，这些事实以对原告最有利为原则进行解释，除非证明原告所列举的事实基于常识等显而易见的原因无法被证实，否则不能驳回起诉。

## 后续发展
2007年，美国最高法院推翻了康利案，对诉状所需的具体性制定了新的、更为严格的标准。根据法院在该案中确立的标准，起诉状只需陈述能够“令人信服”地证明其合法主张的事实，也就是说，只有在毫无疑问地证明原告无法证明“任何事实”来支持其主张并使其有权获得救济的情况下，法院才能驳回起诉。在贝尔大西洋公司诉托姆布雷案中，法院采用了更为严格的“可信度”标准，在该案中要求“有足够的事实来合理预期证据开示将揭露非法垄断协议的证据”。2009年，阿什克罗夫特诉伊克巴尔案维持了对托姆布雷案的推翻判决。